# 섬터 요새 전투
섬터 요새 전투(Battle of Fort Sumter)는 1861년 4월 12일부터 4월 14일까지 진행된 전투다. 남북 전쟁의 시발점으로 평가받는다. 남북 전쟁에서 중요한 전투 가운데 하나다. 섬터 요새는 사우스캐롤라이나주에 있는 항구 도시인 찰스턴을 지키던 요새 가운데 하나이며, 항구 수로의 정면에 있었다.

## 배경
1860년 11월 6일에 16대 미국 대통령 선거에서 링컨이 당선되자 같은해 12월 20일 사우스 캐롤라이나는 미합중국에서 분리를 선언하는 강령을 채택했다. 그리고 1861년 2월경 6개 남부 주가 유사한 강령을 채택했다. 그리하여 2월 7일 7개 주는 아메리카 남부 연합이라는 임시 헌법을 채택하고, 앨라배마주 몽고메리를 임시 수도로 삼았다. 남북 전쟁 조짐이 짙어질 무렵, 남부 지방은 대부분 남군에 가입하고 이에 따라 각 요새도 남군 지배 하에 있었다.
그러나 섬터 요새 사령관 로버트 앤더슨 소령 등은 미합중국에 계속 충성하겠다고 결정했다. 1861년 3월 4일, 링컨이 16대 대통령에 취임하였고 그 다음날, 섬터 요새 수비대 사령관 앤더슨 소령 편지가 도착하자마자 각료 회의를 열었다. 7명 장관 중 5명이 반대했지만, 링컨은 적지에서 자신들에 충성을 맹세한 부하를 위해 지원을 결정했다. 이에 따라 (식량) 지원을 결정한다. 탄약만 지원했다는 자료도 많이 있다.

## 경과
남군 사령관 피에르 보우리가드 장군은 철수를 요구했지만, 북군 요새 사령관 로버트 앤더슨 소령 등은 높은 사기와 충심으로 이를 거부했다.
1861년 4월 12일 오전 4시 30분, 북군의 지원선박이 요새에 접근하자, 항구 북쪽에 있었던 남군의 존슨 요새에서 포격이 이루어졌다. 이 포격으로 식량지원선은 요새에 접근하지 못하고 보급을 포기하고 뉴욕으로 돌아갈 수밖에 없었다. 이것이 본격적인 남북 전쟁 시작이었다고 한다. 이전에도 간헐적인 분쟁이 있었지만, 남군과 북군이 직접 대치한 전투는 이것이 최초였다. 앤더슨 소령은 보급이 없으면, 버틸 수 없었기 때문에 대통령에게 사전에 보고한 것처럼 보인다. 이 때문에 이전에도 전투가 일어나고 있었다고 보는 의견이 많았고, 이전에 북군 측은 전투를 피하도록 남군 측에 통보했다.
4월 13일 요새가 남군 포병 중대 포격을 받았지만, 북군은 효과적인 반격을 하지 못했다.(물론 불가능했던 것으로 알려져 있다).
4월 14일, 오후 2시 30분 무렵 탄약 고갈로 앤더슨 소령은 요새에서 후퇴하면서, 사실상 포기를 결정했다.

### 섬터 요새
이 요새는 항구 수로를 정면으로 마주 보고 있었다. 즉 섬터 요새의 존재 의의는 수로를 통해 침입하는 적함을 정면에서 막아 격퇴하는 것이었다. 당시의 대포는 육상과 선상에서 모두 포격을 가할 수 있었지만, 쌍방 포격전에서는 배가 훨씬 불리하였다. 그러나 이 요새의 전략적 중요성은 그다지 높다고 할 수 없었다. 실제로 링컨이 열었던 대책 회의에서 일곱 장관 중 다섯 명이 지원에 반대한 것은 바로 그 이유에서였다.

### 기타

섬터 요새의 깃발

- 남군 사령관 피에르 보우리가드 장군은 북군이 성조기를 향해 마지막 예포를 발사하는 것을 허용했지만, 50문의 대포 중 1문이 폭발했다.

- 로버트 앤더슨 소령은 요새 상징인 성조기를 뉴욕으로 가져왔다. 보우리가드 장군은 사관학교 은사인 앤더슨 소령이 성조기를 가져가는 것을 묵인했다. 그때 가져간 성조기는 북군에서 선전을 위해 이용했다.

- 이틀 전투로 남부군이 점령했지만, 남북 전쟁의 중반에서 종반으로 접어들자, 오히려 포위되어 고전을 했다.

### 결과
북군의 보급은 실패로 돌아갔고, 두 척의 배가 손상되어는 항복을 했다. 남군의 전사자는 전무하며, 북군은 1명이 전사하고, 3명의 사상자가 나왔다. (철수 시 예포의 폭발로 인한). 이것은 포격전으로는 매우 드문 예이다. 그러나 남군 측이 철수를 용인했기 때문에 별다른 사상자없이 무사히 철수할 수 있었다. 남군은 포격으로 북군의 보급로를 끊고, 요새를 확보했다.

## 현재
1948년에 국영 기념물로 섬터 요새 국립 공원으로 지정되었다.

## 같이 보기
- 미국 남북전쟁